# 志摩市立大王中学校
志摩市立大王中学校（しましりつだいおうちゅうがっこう）は三重県志摩市大王町波切にある公立の中学校。2013年（平成25年）4月1日に船越中学校を統合し、志摩市立波切中学校（しましりつなきりちゅうがっこう）から大王中学校に改称した。

## 概要
2009年（平成21年）5月現在の生徒数は137人で、志摩市内で6番目であった。教育目標は「ねばり強く、最後までやり抜く生徒」の育成である。校舎は波切の集落から少し離れた丘の上にある。
| 年度（年）     | 生徒数 |
| -------------- | ------ |
| 昭和22（1947） | 410    |
| 昭和26（1951） | 615    |
| 昭和35（1960） | 581    |
| 昭和44（1969） | 388    |
| 昭和53（1978） | 358    |
| 昭和62（1987） | 382    |
| 平成5（1993）  | 263    |
| 平成21（2009） | 137    |
| 平成24（2012） | 115    |
| 平成25（2013） | 157    |

## 沿革
組合立校時代
- 1947年（昭和22年）
  - 4月1日 - 波切町立波切中学校として開校。
  - 5月3日 - 開校式を挙行。波切小学校の教室・講堂を借用して授業を開始。畔名村・名田村の生徒の受け入れを行う。
- 1948年（昭和23年）7月15日 - 「波切町外二ヵ村学校組合立波切中学校」に改称。
- 1949年（昭和24年）10月17日 - 第1回修学旅行を挙行。当時は1泊2日で京都へ行った。
- 1952年（昭和27年）
  - 2月20日 - 木造2階建の新校舎が完成。（3月15日に落成式挙行）
  - 7月18日 - 土俵完成記念に相撲大会を開催。
  - 12月9日 - 校歌制定。
- 1954年（昭和29年）
  - 3月13日 - 校旗制定。
  - 8月1日 - 「大王町他ーヶ村学校組合立波切中学校」に改称。
- 1956年（昭和31年）7月16日 - 水泳の授業を開始。

町立校時代
- 1956年（昭和31年）10月1日 - 「大王町立波切中学校」に改称。
- 1957年（昭和32年）
  - 2月19日 - 特別教室（理科・音楽室）が落成。
  - 11月22日 - 前年のメルボルンオリンピック体操競技で銀メダルを獲得した久保田正躬選手が来校。鉄棒・鞍馬を生徒の前で披露した。
- 1959年（昭和34年）9月26日 - 伊勢湾台風襲来により、校舎の屋根が吹き飛ばされるなどの被害が発生。同年11月6日に復旧工事が完了。
- 1964年（昭和39年）10月14日 - 陸上自衛隊施設隊による新校地の造成を開始。
- 1965年（昭和40年）8月12日 - 新校舎受領式を挙行。
- 1966年（昭和41年）
  - 2月20日 - 屋内運動場（体育館）竣工。
  - 7月9日 - 文部省（当時）から教育課程「道徳」の研究推進指定を受ける。
  - 10月11日 - 特別教室棟建設工事完了。
  - 10月12日 - 新校舎落成式を開催。
- 1971年（昭和46年）9月9日 - 運動クラブ部室完成。
- 1977年（昭和52年）7月20日 - 屋内運動場改修を実施。
- 1989年（平成元年）11月25日 - 校舎の改修工事が完工。
- 1991年（平成3年）
  - 2月25日 - パソコン22台を導入。
  - 11月20日 - 特別教室棟の改修が完了。

市立校時代
- 2004年（平成16年）10月1日 - 「志摩市立波切中学校」に改称。
- 2013年（平成25年）
  - 3月25日 - 約200名が出席し、波切中学校の閉校式を挙行[1]。
  - 4月1日 - 志摩市立大王中学校に改称[2]。
  - 4月8日 - 大王中学校の開校式を挙行[6]。

## 校歌
旧波切中学校の校歌は3番まであり、作詞は武藤和夫（三重大学教授）、作曲は米田天海（岐阜大学教授）、1番に「波切中学」・大王崎の灯台が登場した。
大王中学校の校歌は、鏡味修の作詞・作曲、牧戸太郎の編曲で、「未来の空へ」という題名が付けられている。

## 施設
- 校舎
- 特別教室棟
- 屋内運動場
- 運動クラブ部室
- 土俵
- グラウンド

## 通学区
波切小学校区
- 大王町畔名
- 大王町名田
- 大王町波切（登茂山地区を除く）

船越小学校区
- 大王町波切（登茂山地区）
- 大王町船越

## 学校行事
- 4月 - 入学式、始業式
- 9月 - 体育祭[4]
- 3月 - 卒業式、終業式

## 部活動
『広報しま』によれば、正面玄関前に「根性」と書かれた石碑があり、旧波切中学校は何度も東海大会や全国大会に出場する部活動の盛んな学校であった。
- 野球部
- 相撲部
- 卓球部
- バレー部
- 陸上部

### 成績
- 1973年（昭和48年） - 第3回全国中学校相撲選手権大会優勝[4]。これを記念して「根性」の石碑が建てられた[4]。
- 1985年（昭和60年） - 西日本中学校女子ソフトボール大会ベスト8。
- 1988年（昭和63年） - 西日本中学校女子ソフトボール大会出場。
- 1989年（平成元年） - 全国中学校相撲大会・西日本中学校女子ソフトボール大会出場。
- 1990年（平成2年） - 全日本中学校ソフトボール大会女子出場。

## 進路
多くの生徒が高等学校へ進学する。進学先は市内の志摩高校・水産高校のほか、伊勢市への進学が多い。

## 交通
- 三重交通大王支所前バス停より徒歩約6分（約520m）。

## 卒業生
旧波切中学校の卒業生数は7,886人。